# Interferon alfa-2b
Interferon alfa 2b là thuốc chống vi rút hoặc thuốc chống ung thư, ban đầu được phát hiện trong phòng thí nghiệm của Charles Weissmann tại Đại học Zurich. Nó được phát triển tại Biogen và cuối cùng được Schering-Plow đưa ra thị trường với tên thương mại là Intron-A. Nó đã được sử dụng cho một loạt các chỉ định, bao gồm nhiễm virus và ung thư.
Thuốc này được chấp thuận trên toàn thế giới để điều trị viêm gan C mạn, viêm gan B mạn, bệnh bạch cầu tế bào lông, bệnh Behçet, bệnh bạch cầu tủy xương mãn tính, đa u tủy, u lympho nang, khối u carcinoid, u tế bào ác tính và u ác tính. 
| Các sản phẩm Interferon alfa-2b | Các sản phẩm Interferon alfa-2b | Các sản phẩm Interferon alfa-2b | Các sản phẩm Interferon alfa-2b |
| Sản phẩm                        | nhà chế tạo                     | Tính năng, đặc điểm             | Công dụng đặc biệt              |
| ------------------------------- | ------------------------------- | ------------------------------- | ------------------------------- |
| Bảng chữ cái                    | Dược điển                       |                                 |                                 |
| Intron-A / IntronA              | Schering-Cày                    |                                 |                                 |
| Realderon                       | Teva                            |                                 |                                 |
| Reaferon EC                     | Vectơ GNC                       |                                 |                                 |
| Reaferon EC-Lipint              | Vector-Medica                   | liposome                        |                                 |
| Infagel                         | Vector-Medica                   | thuốc mỡ                        |                                 |
| Recolin                         | Vector-Medica                   |                                 |                                 |
| Altevir                         | Công ty con sinh học            | chất lỏng, không chứa HSA       |                                 |
| Kipferon                        | Alfarm                          | kết hợp với IgM, IgA, IgG       |                                 |
| Gia truyền                      | A / S Vitafarma                 |                                 |                                 |
| Genferon                        | Biocad                          |                                 |                                 |
| Opthalamoferon                  | Firn-M                          | với dimedrol                    | nhiễm trùng mắt                 |